# Alfredo Oriani
Alfredo Oriani (Faenza, 22 agosto 1852 – Casola Valsenio, 18 ottobre 1909) è stato uno scrittore, storico e poeta italiano; tutta la sua vasta produzione prese forma nella casa di famiglia «Il Cardello». Dal 1924 la residenza è monumento nazionale.

## Biografia

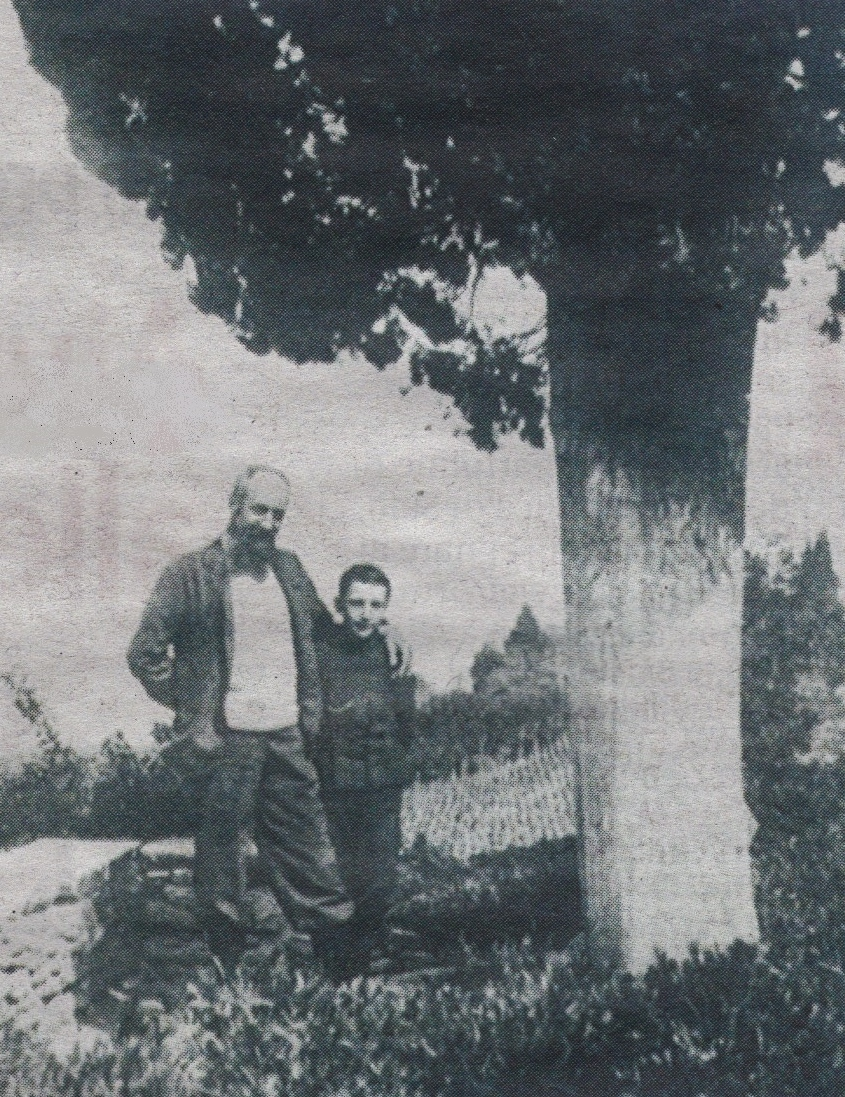
Alfredo Oriani col figlio Ugo

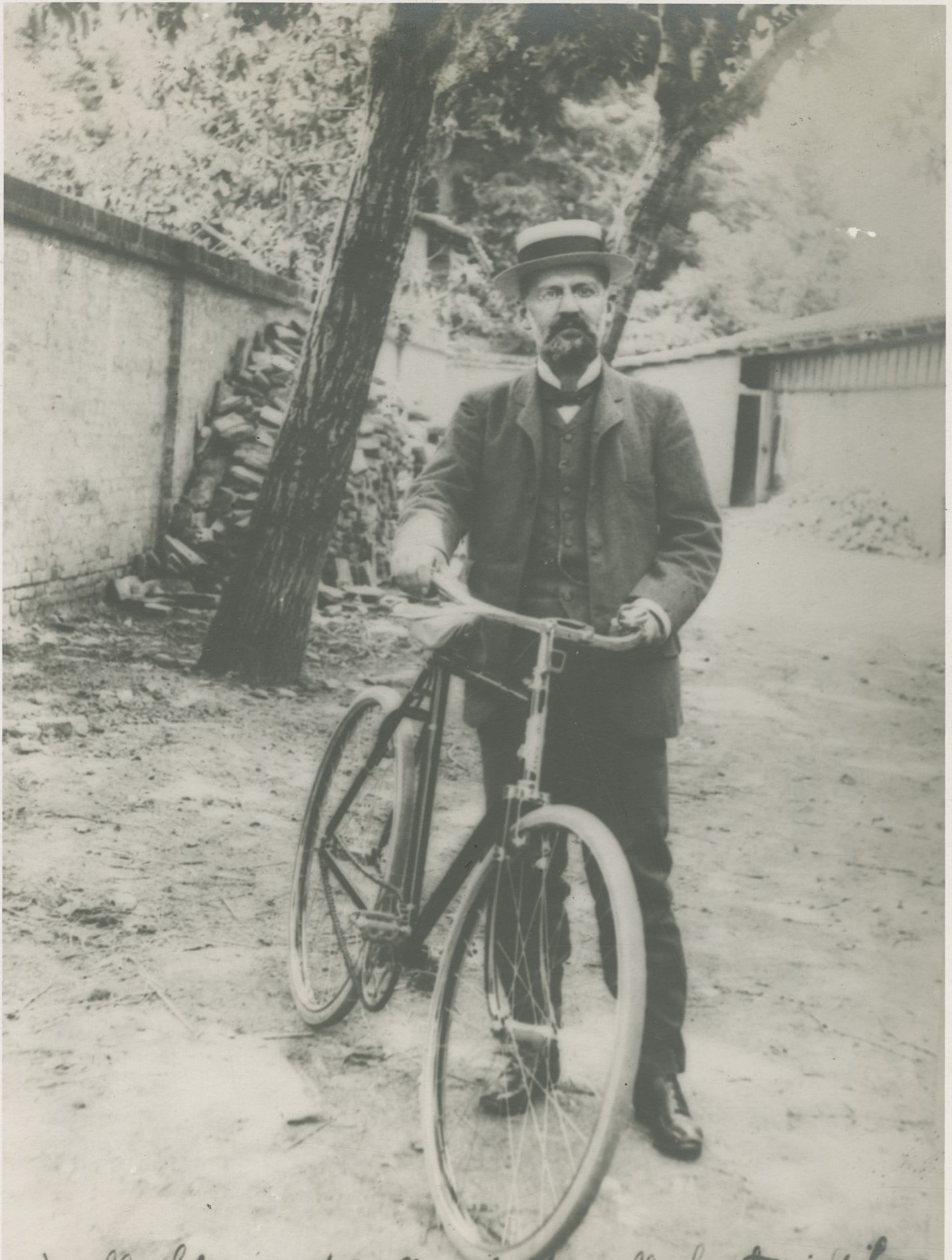
Alfredo Oriani con la sua bicicletta ai primi del Novecento. In una lettera pubblicata sul periodico «La Bicicletta» del Touring Club Italiano, Oriani scrisse: «La sua velocità rivaleggia con quella del vapore, mentre la sua fatica resta un gioco: è piccola, lieve, muta. Vi si è in bilico, oppure si cessa d'avvertirlo. Può salire o discendere per qualunque strada, altrimenti la si piglia sotto un braccio e si prosegue egualmente spediti».

Per quanto discendesse da una famiglia privilegiata della piccola aristocrazia, ebbe un'infanzia difficile e priva di affetti. Il giovane Oriani crebbe scontroso e solitario, e più tardi rivelò queste sue caratteristiche anche nelle proprie opere.
Il padre lo mandò a Roma a laurearsi in legge alla “Sapienza”. Da Roma passò a Bologna, dove fece pratica nello studio di un legale. Intanto la sua famiglia si era trasferita da Faenza a Casola, nella Valle del Senio, dove possedeva una casa, «Villa del Cardello», antica foresteria di un convento. Oriani si stabilì al Cardello e dedicò tutta la sua vita all’attività di letterato, storiografo e giornalista (oltre che politico di livello locale). Possedeva anche dei terreni: quella di viticoltore fu la sua professione ufficiale.
Al Cardello Oriani visse con la sorella Enrichetta. Ebbe una relazione con una giovane domestica, Cosima (Mina) Cavallari, che nel 1891 gli diede un figlio, Ugo. Ebbe per confessore don Lorenzo Costa, anch'egli scrittore, che lasciò una testimonianza scritta a ricordo di Oriani.
Morì, in solitudine, il 18 ottobre 1909. Fu sepolto nel piccolo cimitero attiguo alla chiesa di Valsenio accanto al padre. Nell'aprile 1924 le sue spoglie furono traslate in un monumento funebre appositamente costruito, a opera di Giulio Arata. Qui riposano dal 1940 le spoglie di Enrichetta, sorella dello scrittore, e Mina Cavallari, madre di Ugo Oriani. Nell'ipogeo antistante il monumento funebre riposano i resti del padre di Oriani, Luigi (1817-1896), del figlio Ugo (1891-1953) e della nuora Luigia Pifferi Oriani (1894-1979).

## Opera letteraria
Le sue opere spaziano dal romanzo ai trattati di politica e di storia, dai testi teatrali agli articoli giornalistici, sino alla poesia. Firmò le sue prime pubblicazioni con lo pseudonimo «Ottone di Banzole». Le Banzole sono una tenuta di famiglia, situata su un'altura prospiciente Tossignano, nell'Appennino imolese. Era il luogo di villeggiatura degli Oriani. Alfredo vi trascorse le estati della sua infanzia. 
La sua fama di scrittore fu a lungo legata alle opere di pubblicistica storica e politica: Fino a Dogali (1889), in cui analizzò le cause della crisi religiosa ed economica della nuova Italia; La lotta politica in Italia (1892) che narra le vicende storiche italiane dal Medioevo al Risorgimento; La rivolta ideale (1908), nella quale lo scrittore espone il proprio credo politico, affermando la necessità di uno Stato forte che regoli con ampi poteri la vita sociale.
Molto importanti sono però anche le opere letterarie, fra cui si annoverano autentici capolavori del calibro di Gelosia (1894) e Vortice (1899). Uno dei suoi ultimi lavori fu Bicicletta (1902), una raccolta di novelle in cui egli abbandonò lo stile enfatico e veemente dei suoi primi racconti per una scrittura più scorrevole e spontanea. L'opera fu tratta da un'esperienza vissuta nel 1897: nell'estate di quell'anno Oriani effettuò un viaggio in solitaria dalla Romagna alla Toscana, giungendo fino al Senese (in tutto circa 600 km con oltre seimila metri di dislivello) in sella a una Bremiambourg da corsa a scatto fisso.

## Eredità culturale

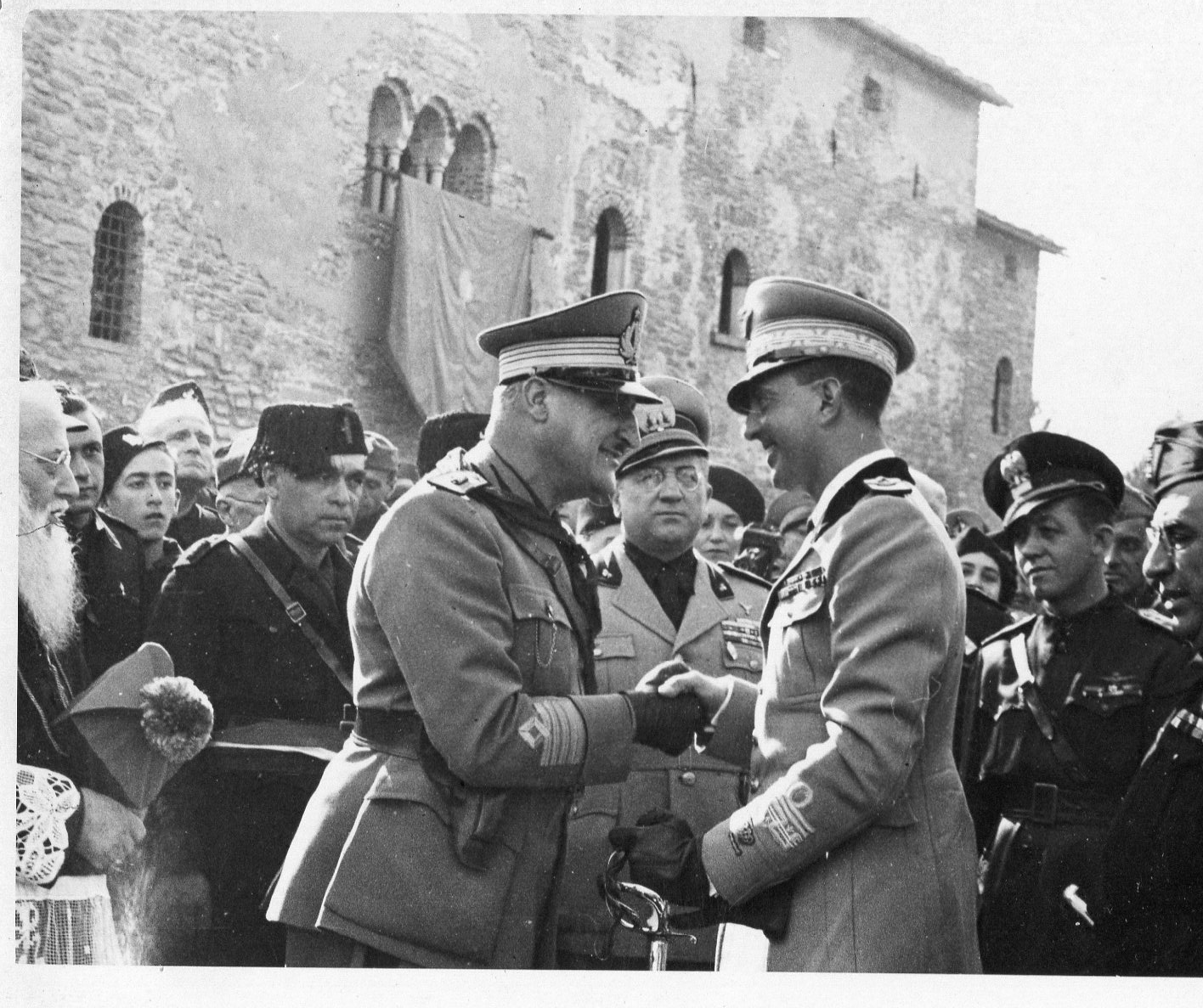
22 ottobre 1938, Cardello (Casola Valsenio). Eugenio Coselschi stringe la mano al principe ereditario Umberto di Savoia dopo il discorso tenuto alla casa-museo di Alfredo Oriani

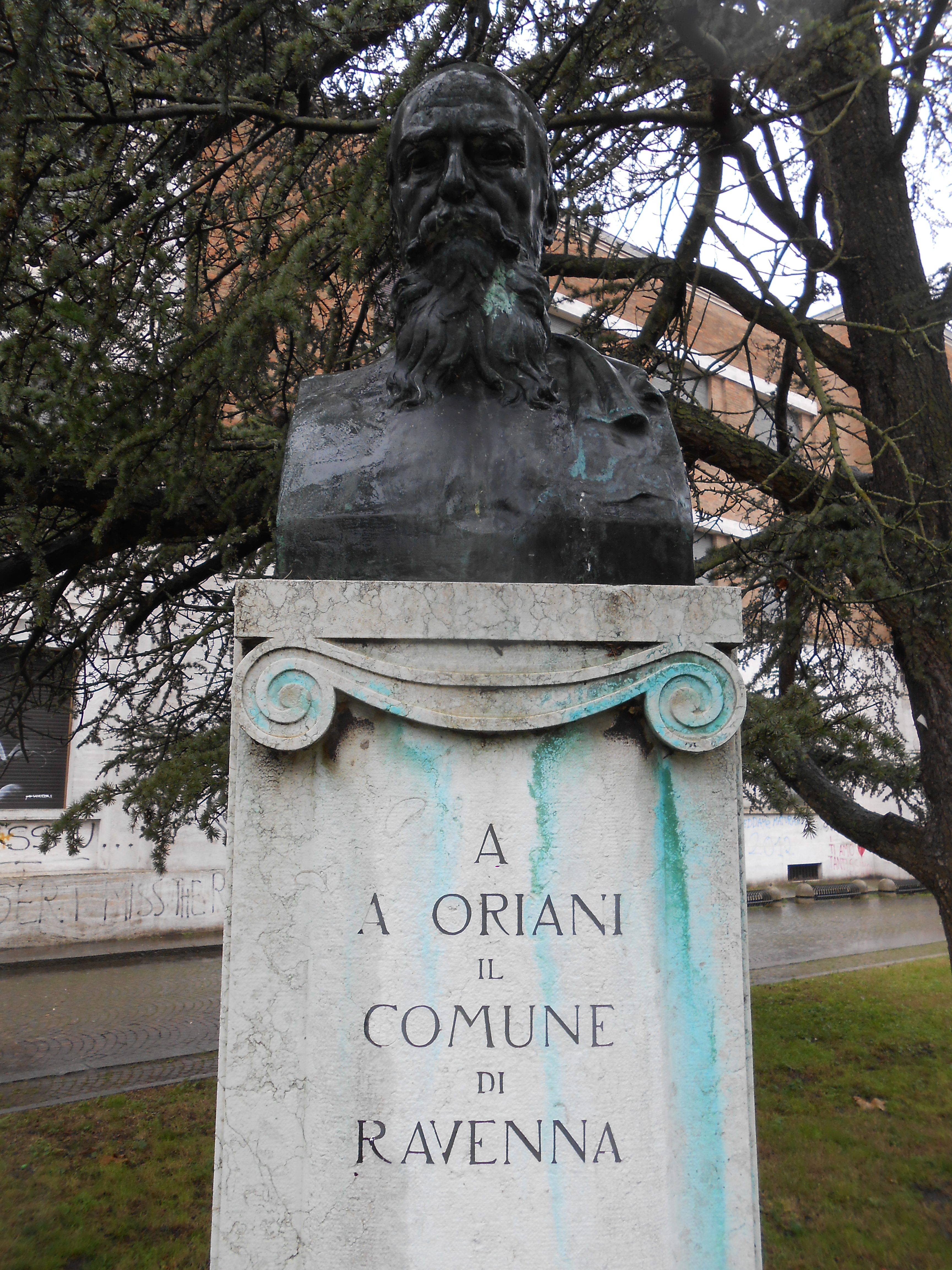
Ravenna, busto ad Alfredo Oriani

Fino alla prima guerra mondiale l'opera di Oriani fu scarsamente apprezzata. L'unica considerazione degna di nota provenne da Benedetto Croce che, in un saggio del 1908, gli riconobbe il merito di aver criticato il positivismo allora imperante nella cultura italiana e di aver fatto riferimento a Hegel e allo storicismo. Una certa attenzione gli venne inoltre dimostrata da Renato Serra, che gli dedicò due scritti, in quanto elemento eccentrico all'interno della contemporanea scena culturale romagnola.
Ma fu nell'ambiente nazionalista che Oriani trovò i suoi massimi estimatori. Gli esponenti del nazionalismo italiano elevarono Oriani a guida spirituale del loro movimento, trovando nei suoi scritti la giustificazione storica e ideale dei programmi di grandezza nazionale e di espansione coloniale. Come scrisse Luigi Federzoni in una lettera al figlio di Oriani, Ugo: "suo padre è - spiritualmente e intellettualmente - anche mio padre. Lo amo, lo ammiro, lo venero oltre ogni altr'uomo al mondo", e non furono pochi i nazionalisti che, come Dino Grandi e Gioacchino Volpe, portarono con sé al fronte La lotta politica durante la prima guerra mondiale.
Dopo la fine della Grande Guerra il fascismo si appropriò del pensiero di Oriani e tese a valorizzarlo e a diffonderlo con la pubblicazione delle opere complete, edite in 30 volumi da Cappelli. Quest'opera venne curata da Benito Mussolini in persona: il Duce individuò in Oriani, libero pensatore che aveva disdegnato il facile successo, un precursore dei valori del fascismo (la legittimità di tale riconoscimento è ancor oggi ampiamente discussa nel dibattito storiografico accademico). Per questo venne celebrato con la «Marcia al Cardello» il 27 aprile 1924.  Mussolini in persona, al termine della celebrazione, innalzò Oriani a "Poeta della Patria" e a "esaltatore di tutte le energie della razza".
Nel 1924 il Cardello fu dichiarato monumento nazionale; due anni dopo l'abitazione fu restaurata per assumere l'aspetto attuale. Il 14 aprile 1927 venne istituito (regio decreto-legge n. 721) l'«Ente Casa di Oriani», allo scopo di perpetuare la memoria dello scrittore. Apprezzamento per il pensiero di Oriani venne anche dal Gramsci dei Quaderni: egli, riflettendo sulla mancanza in Italia di una letteratura nazional-popolare, vedeva in Oriani uno dei pochi autori italiani consapevoli che l'assenza d'incontro tra nazione intera e ceto culturale aveva avuto conseguenze esiziali: in primis l'egemonia della classe dirigente liberale post-unitaria.
Nel secondo dopoguerra lo scrittore venne ostracizzato per via dell'appropriazione della sua opera da parte del fascismo. Soltanto a partire dagli anni settanta, grazie al lavoro di eminenti studiosi quali Giovanni Spadolini ed Eugenio Ragni, si è assistito a una ripresa d'interesse per la sua produzione, sia quella saggistica sia quella narrativa. Nel 1975 il parco che circonda il Cardello è stato dichiarato Zona di notevole interesse pubblico dal Ministero per i Beni cultuali. Nel 1978 gli eredi dello scrittore hanno ceduto la villa-museo all'Ente Casa di Oriani, con i mobili e la biblioteca privata dello scrittore, contenente 600 libri. Negli anni successivi l'Ente è diventato Fondazione. La «Fondazione Casa di Oriani» (presidente Sandro Rogari, direttore Alessandro Luparini) ha continuato l'opera di diffusione del pensiero di Alfredo Oriani.

## Opere
- Memorie inutili (Sonzogno, Milano 1876)
- Al di là - di Ottone di Banzole[12] (1877)
- Monotonie - versi di Ottone di Banzole (Sonzogno, Milano 1878)
- Gramigne (Succ. Monti, Bologna 1879)
- No (1881)
- Quartetto - di Ottone di Banzole (1883)
- Matrimonio (1886)
- Fino a Dogali (Libr. editrice Galli, Milano 1889)
- La lotta politica in Italia (1892)
- Il nemico (1894)
- Gelosia (1894)
- La disfatta (F.lli Treves, Milano 1896)
- Vortice (Battistelli, Milano 1899)
- Olocausto (Sandron, Milano 1902)
- La Bicicletta (Zanichelli, Bologna 1902)
- Oro incenso e mirra (1904)
- La rivolta ideale (1908)

## Intitolazioni

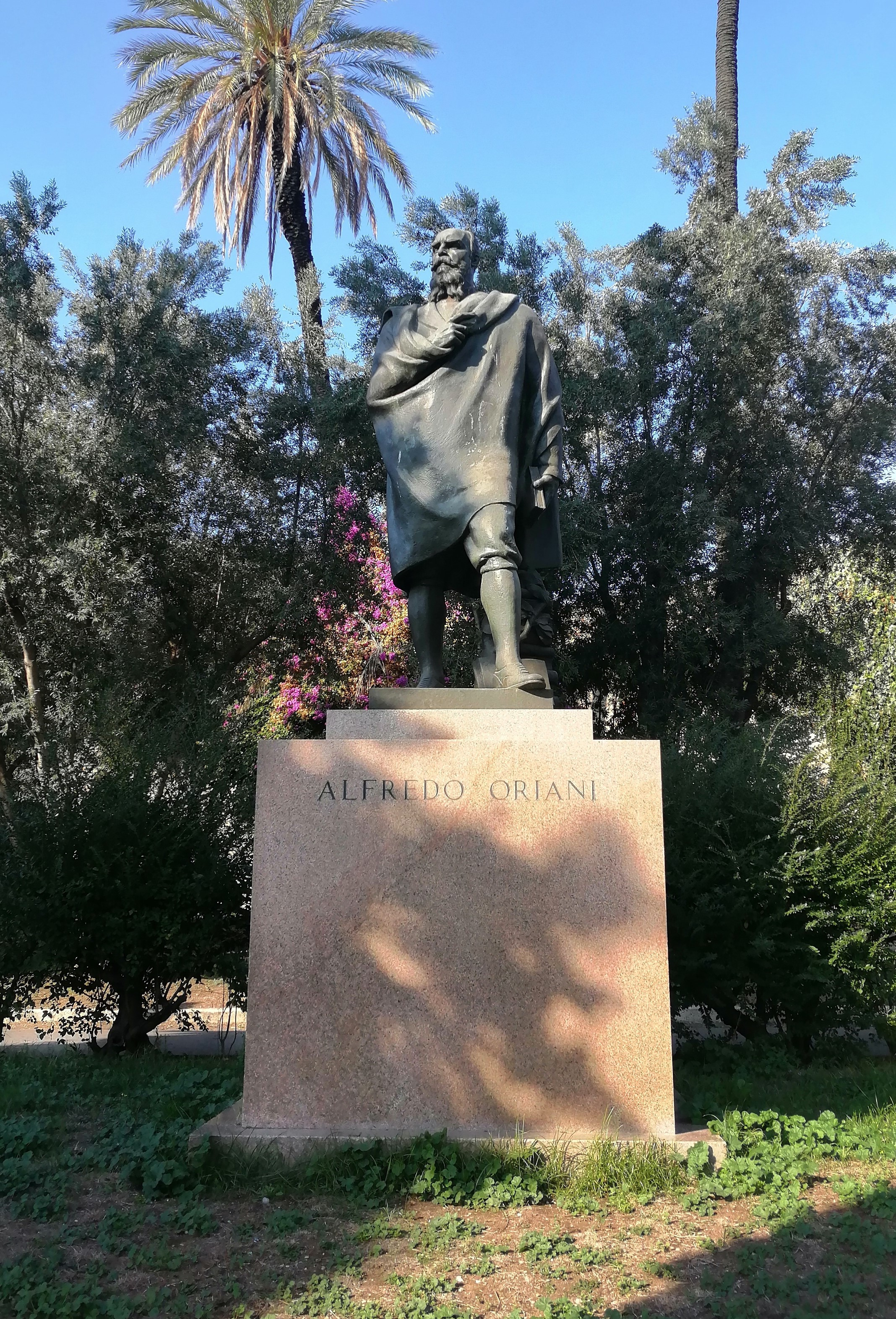
Monumento ad Alfredo Oriani al Colle Oppio, Roma

- Istituto tecnico statale economico e tecnologico (Faenza);
- Liceo scientifico (Ravenna);
- Liceo classico (Corato);
- Scuola elementare (Napoli, quartiere San Pietro a Patierno);
- Scuola Elementare (Padova, quartiere Guizza);
- Scuola Media (Sant'Agata de' Goti);
- Scuola Media (Casola Valsenio).

Nel 1935 lo scultore faentino Ercole Drei realizzò un monumento in bronzo di Oriani a figura intera. Fu collocato a Roma nel parco del colle Oppio, presso l'ingresso della Domus Aurea.

Nel 1937 Giorgio Morigi realizzò una medaglia commemorativa che raffigura, sul lato destro, l'Arca dove riposa Oriani.

Nel 1959 venne inaugurato a Casola Valsenio un monumento realizzato da Angelo Biancini, replicato a Faenza nel 1987.
 
Un monumento con Oriani in caparèla romagnola, opera dello scultore Domenico Rambelli (1886-1972) nel 1959, fu ritrovato nel 1984 e collocato nel 1990 in Largo Toki a Faenza.

Sono inoltre intitolati ad Alfredo Oriani:
- Una via di Bari, nei pressi del porto
- Un viale di Bologna, nel quartiere Santo Stefano
- Un viale di Castel San Pietro Terme (BO)
- Una via di Mazara del Vallo (TP)
- Una via di Milano, in zona Porta Romana
- Un largo di Roma a Monteverde
- Una via di Varese, una tra le vie principali dei quartieri di Avigno e Sant'Ambrogio
- Una via di Verona, più precisamente la circonvallazione del quartiere di San Zeno
- Una via di San Benedetto del Tronto (AP)
- Una via di Trieste, tra Piazza Garibaldi e Largo Barriera Vecchia.